# Olga Oinas-Panuma
Olga Oinas-Panuma, född 1999 i Pudasjärvi, är en finländsk journalist och politiker (Centern). Hon är ledamot av Finlands riksdag sedan 2023. Hon blev invald i riksdagen i riksdagsvalet 2023 med 5 173 röster från Uleåborgs valkrets.